# 色の街
『色の街』（いろのまち）は、2019年6月23日に公開された日本映画。

## 概要
- 早稲田大学の学生劇団「てあとろ50’」出身の森平周、黒澤優介が、キャスティングでしがらみの強い映像業界に、学生演劇をはじめ多くの小劇場で活躍する俳優が幅を広げて活動するきっかけにと、国内映画祭入賞を目指して製作された[1]。
- 早稲田演劇からは「てあとろ50’」劇団員のほか、早大演劇研究会より旗揚げした「ボクナリ」主宰の榎本純、早稲田大学演劇倶楽部より旗揚げした「劇団スポーツ」主宰の内田倭史が参加[1]。
- 早大演劇倶楽部出身の小手伸也が特別出演した[2]。
- Momが主題歌「プライベートビーチソング」、挿入歌「フリークストーキョー」を書き下ろした。2曲とも、2019年5月22日発売の2ndアルバム「Detox」に収録[3]。

## キャスト
- 相田雅：黒澤優介
- 増田カナ：矢崎希菜
- 加藤：安慶名晃規
- 中年男性：小手伸也（特別出演）
- 西村亜美：つじかりん（旧：戸田華鈴）
- 川崎穂香：早乙女ゆう
- 小林憲：小嶋修二
- 山崎瑞希：竹内麗
- 藤本智：藤田晋之介
- 英語教師：三瓶大介
- 警察官：内田倭史
- 謎の男：榎本純

## スタッフ
- 監督・脚本：森平周
- プロデューサー：黒澤優介、武井茉周
- 製作：黒澤優介、森平周
- 撮影：栗田優
- 照明：藤田陽介
- 録音：若林洸太
- 美術：魚谷世那
- 編集：若林洸太
- スクリプター：木村美紅
- 助監督：亀元美鈴
- 制作担当：細矢雪乃
- 監督助手：石橋陸、吉野裕大郎
- 撮影助手：吉井夢人、武田優香、星野渚
- 照明助手：千葉夏瑠、海老澤大介、高野湧太、関凌汰、佐藤風優海
- 録音助手：熊谷祐介、須田賢仁、沖野恭子、佐藤秀雅、島田彩実
- 衣装：白川恵里香、八熊桃香
- 衣装応援：石塚耀
- 小道具：高木美結、谷地みこ音、上田梨乃
- 装飾：魚谷世那
- 装飾応援：佐藤樹
- ヘアメイク：副島理織
- ヘアメイク応援：風間彩花、林彩虹、西澤真里如、尾上文乃
- キャスティング：黒澤優介
- メイキング：塩見那月
- ナレーション（メイキング）：つじかりん
- スチール：塩見那月、小嶋修二
- ロゴデザイン：きのしたまこ
- ポスターデザイン：きのしたまこ
- 制作主任：松本風優香、工藤咲尋
- 制作進行：吉田翔、野田瞳、島田大輔
- 上映試写協力：又吉太一、片山さなみ、阿部啓吾、髙濵一輝、山田禁煙
- 宣伝：黒澤優介
- Thanks to：重松清[1]